# François Joseph Edmond Regout
François Joseph 'Edmond' Regout (Meerssen, 20 juli 1870 – Itteren, 7 mei 1926) was een Nederlands wereldreiziger, amateurfotograaf, rentenier en grootgrondbezitter. Hij was een kleinzoon van de Maastrichtse ondernemer Petrus Regout en reisde naar Ierland, Noord-Amerika, Nederlands-Indië, China en Japan. Na zijn reislustige periode vestigde hij zich als rentmeester en later eigenaar op het kasteel Meerssenhoven nabij Itteren.

## Biografische schets
Edmond Regout was een telg uit de bekende Maastrichtse fabrikantenfamilie Regout. Hij was de tweede van vijf zonen van Gustave Jean Hubert ('Gustave') Regout (1839-1923) en Marie Louise Philippinne Ghislaine Eugenie ('Louise') Pétry (1849-1916). Hij werd geboren op het landgoed Vaeshartelt, waar  zijn ouders in 1870 bij zijn grootouders waren ingetrokken. Na de dood van Petrus Laurentius Regout en zijn vrouw Aldegonda Maria Hoeberechts erfde Gustave het kasteel in 1878. Edmond groeide er op met landelijke genoegens: zorgen voor zijn huisdieren en zijn tuintje, werken op het land met de boerenknechten, schieten, jagen, paardrijden en in de winter schaatsen. Alle vijf broers hielden van paardrijden en jagen. Elk najaar vonden op Vaeshartelt grootse drijfjachten plaats, waarvoor familieleden en vrienden werden uitgenodigd.
In het gezin Regout-Pétry werd naast het Maastrichts dialect Frans gesproken, omdat moeder afkomstig was uit Wallonië en de Nederlandse taal onvoldoende beheerste. Zijn middelbare school bracht Edmond door op kostschool bij de jezuïeten in Katwijk-Binnen (1880-1882). De brieven die hij aan zijn ouders schreef, zijn bewaard gebleven. Zij werden in het Frans gesteld, de taal die iedereen die in de hogere kringen wilde verkeren, moest beheersen. Als hij er even niet uit kwam, ging hij over in het Maastrichts. Zijn broers schreef hij echter in het Nederlands.

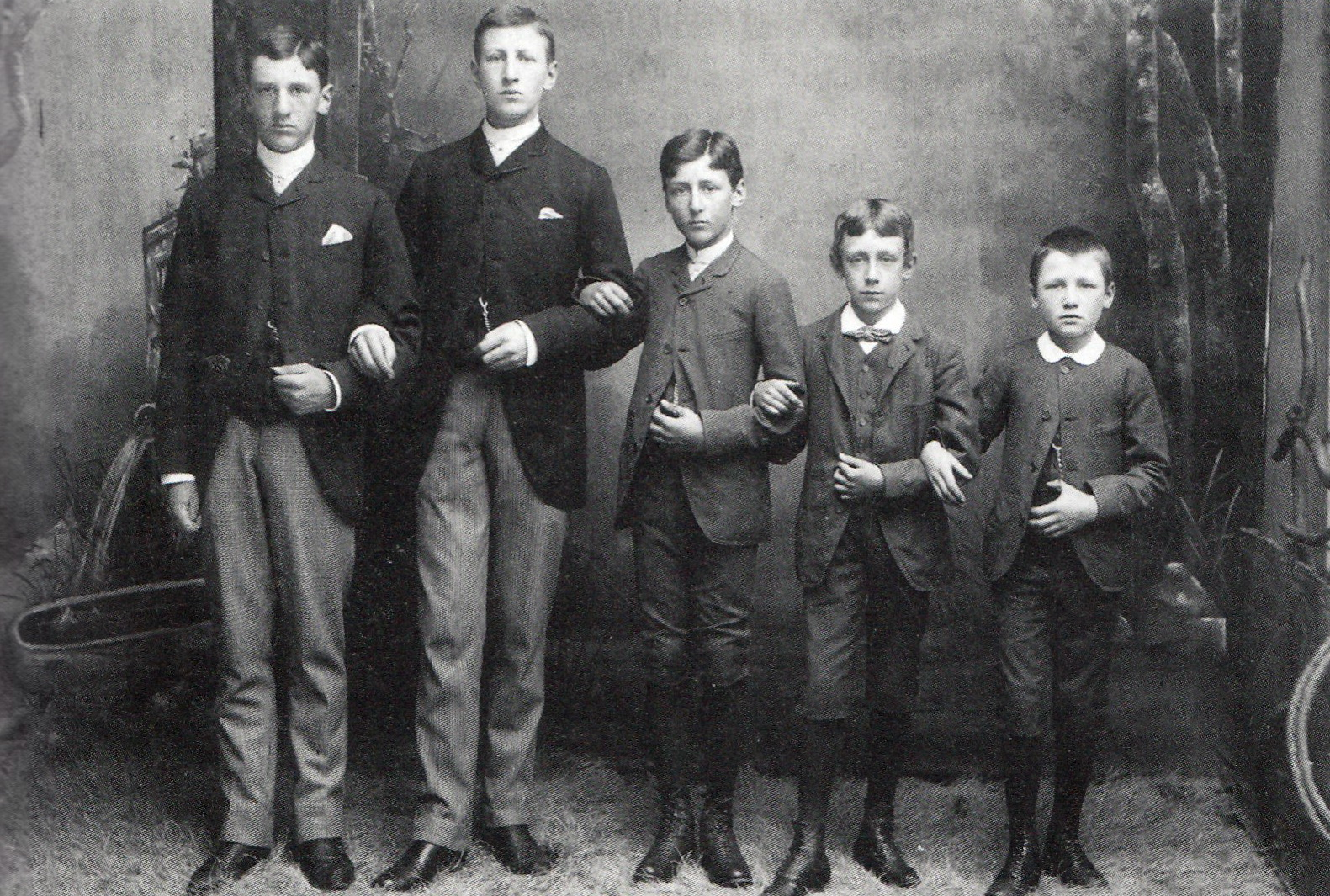
De vijf broers: Gustave, Edmond, Alphonse, Adolphe en Eduard, ca. 1883

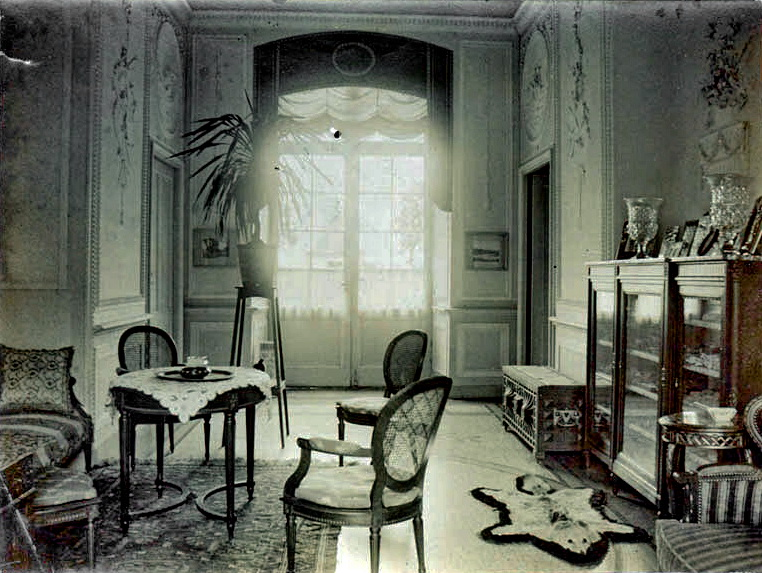
Hal kasteel Meerssenhoven, 1910

Van de vijf zonen van Gustave Regout ambieerden alleen de oudste (Gustave II) en de op een na jongste (Adolphe) een werkkring in de (vroege) voetsporen van hun vader, hun ooms en grootvader. Beiden zouden leidinggevende posities bekleden in het familiebedrijf, de N.V. De Sphinx v/h Petrus Regout & Co. De andere zonen hadden die ambitie niet. Edmond studeerde in 1888 en 1889 twee jaar agrarische wetenschappen aan de Katholieke Universiteit Leuven. Hij bleef zijn leven lang geïnteresseerd in het boerenbedrijf en het leven als grondbezitter. Na de universiteit was het tijd voor zijn introductie in de beau monde, eerst in Luik en daarna in Brussel. De contacten met zijn Belgische familie van moederszijde leidden tot zijn eerste reis. In december 1893 vertrok hij naar Londen en reisde van daaruit naar Ierland, waar hij in de Gaeltacht op zoek ging naar zijn roots, de familie Plunkett de Rathmore.
Tussen 1894 en 1903 maakte Edmond Regout uiteindelijk drie grote reizen: naar een paardenfarm in Glendive, Montana (V.S.), (1895), naar Nederlands-Indië en Japan (1898-1899) en in 1902-1903 nog een beetje verder in het Verre Oosten: Ceylon, Hongkong, China, Port Arthur, Moskou en Berlijn. Reizen kostte geld, maar Edmond Regout wist ter plaatse de kosten te beperken door te reizen op budgettarief: geen dure hotels, geen uitbundige feesten en partijen. Hij kreeg een toelage van zijn vader en een tweede van zijn puissant rijke moeder. In 1895 leefde hij op een inkomen van circa drieduizend gulden per jaar (omgerekend ruim 42.454 euro in 2018); in later jaren als rentenier van zijn aandelen en van de opbrengst van zijn landgoed.
Na zijn terugkomst uit Azië ging Edmond Regout in 1903 als rentmeester in dienst van zijn vader wonen op het kasteeltje Meerssenhoven, dat deze een jaar eerder had gekocht van de familie Olislagers. Vier jaar later, in 1907, schonk zijn vader hem het landgoed, dat hij na tien jaar reiskoorts de rest van zijn leven niet meer zou verlaten. In 1908 deed Edmond Regout een poging om zijn naam te veranderen in 'Regout van Meerssenhoven', al was het alleen maar, omdat Maastricht en omgeving tientallen Regouts telde en het handig was je te kunnen onderscheiden. De naamsverandering werd echter niet toegestaan. Edmond Regout bleef ongehuwd en overleed in 1926 na een ziekbed van enkele maanden op 55-jarige leeftijd. Hij werd bijgezet in het familiemausoleum van de Regouts naast de basiliek van Meerssen.

## Kasteel Meerssenhoven
Op korte afstand van kasteel Vaeshartelt lag kasteel Meerssenhoven, destijds tot de gemeente Itteren behorend. Het huis was aanmerkelijk kleiner dan Vaeshartelt. Het was in 1743-1744 gebouwd naar een ontwerp van de Maastrichtse architect Matheius Soiron. Het interieur in Lodewijk XVI-stijl bevatte gestucte panelen en medaillons, mogelijk van de hand van Petrus Nicolaas Gagini. Edmond moderniseerde en verfraaide het wat verwaarloosde pand. Een jaar later (1908) liet hij een toren met een koepeldak en een knobbelspits aan het kasteel toevoegen. Enkele kamers werden ingericht met trofeeën en souvenirs van zijn reizen. Zo is op een foto van de hal uit 1910 een kist met Javaans(?) houtsnijwerk te zien en een berenvel als vloerkleed. Na het overlijden van Edmond erfde zijn broer Edouard, die inmiddels ook al in het bezit was van Vaeshartelt, het kasteel en landgoed Meerssenhoven. Na een familiedrama in 1939, waarbij Edouard zijn echtgenote Sophie van der Does de Willebois doodde, en als gevolg daarvan enige jaren in de gevangenis doorbracht, werden de familiebezittingen beheerd door Edouards enige zoon Adhemar (1919-1953). Deze begon omstreeks 1950 met de aanplant van laagstam fruitboomgaarden, iets wat hij in Australië had leren kennen en wat destijds een primeur was in Nederland. Een fataal auto-ongeluk in Zweden maakte aan dit experiment een einde. Zowel Vaeshartelt als Meerssenhoven werden nog in hetzelfde jaar geveild.

## Wereldreizen

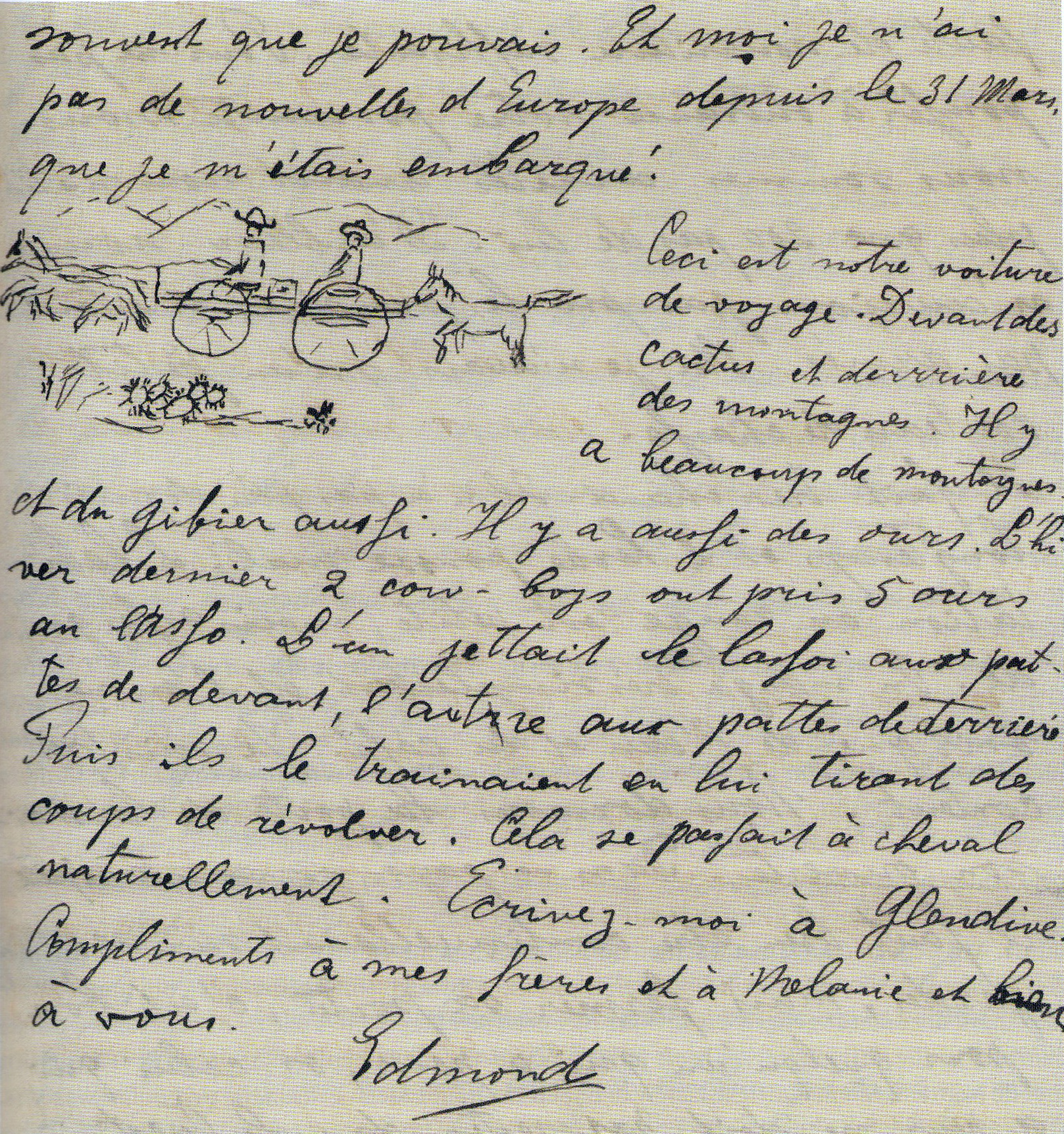
Brief van Edmond Regout aan zijn ouders, Miles City, 23 april 1895

Een wereldreis maken was omstreeks 1900 voorbehouden aan een kleine, bevoorrechte groep. Edmond Regout was in de provinciestad Maastricht, samen met de oudere arts Lambert van Kleef, de journalist George Nypels, de fotograaf en filmer Louis Sohl en de avonturiers Alphons Hustinx en Theo Regout, een van de weinigen die hun reislust in woord en beeld vastlegden. Drie grote reizen die Edmond tussen 1895 en 1903 maakte zijn gedocumenteerd. Ook bestaat er een briefwisseling over zijn bezoek aan Ierland in de winter van 1893-1894. Of hij daarnaast nog andere reizen maakte is niet bekend. Zijn reizen door Indië doen enigszins denken aan de beschrijving van Bas Veth in diens Het leven in Nederlandsch-Indië (1900). De historicus Rolf Hackeng beschouwt de brieven die Edmund Regout als reiziger aan zijn ouders en broers schreef als een tussenvorm van reisverslag en egodocument. Om die reden vroeg hij zijn familie om de brieven goed te bewaren. De vijftig brieven plus twee albums met foto's die hijzelf of anderen maakten, zijn onderdeel van het familiearchief van de Regouts en worden bewaard in het Regionaal Historisch Centrum Limburg in Maastricht.

### Eerste reis (1895)
Edmond maakte zijn eerste grote reis van eind maart tot september 1895 naar Noord-Amerika. De overtocht van Antwerpen naar New York maakte hij in elf dagen met de SS Friesland van de Red Star Line (met 24 koffers!). In New York ontmoette hij een kennis, Leopold Beck uit Kortrijk, die al vier jaar in Amerika woonde. Samen met Beck bezocht hij New York en Chicago en reisde daarna door naar de paardenranch van Beck in Glendive, Montana. Edmond hielp op de ranch met de 'round-up' of 'horse hunt', het in de lente bijeen drijven van de over de prairie verspreide gebrandmerkte paarden, waarvoor soms dagenlang de prairies en badlands doorkruist moesten worden. Na twee maanden had hij het vak onder de knie en kreeg hij zelfs een betaalde baan aangeboden, wat hij weigerde. Daarnaast vulde hij zijn dagen met jagen, vooral op dikhoornschapen (door Edmund antilopen genoemd), coyotes en prairiehonden. Ook doodde hij giftige ratelslangen, wat hem de bijnaam 'Rattlesnake Edd' opleverde. Uit zijn brieven blijkt dat hij zeer genoot van het "gevoel van vrijheid" op de prairie. Hij droeg flanellen overhemden, schoor zich nauwelijks en kauwde pruimtabak. Van de indianen had hij een lage dunk. Het stadje Glendive vond hij maar een 'gat'. Eind augustus verliet hij Glendive. Op 20 september keerde hij met dezelfde boot terug in de haven van Antwerpen.

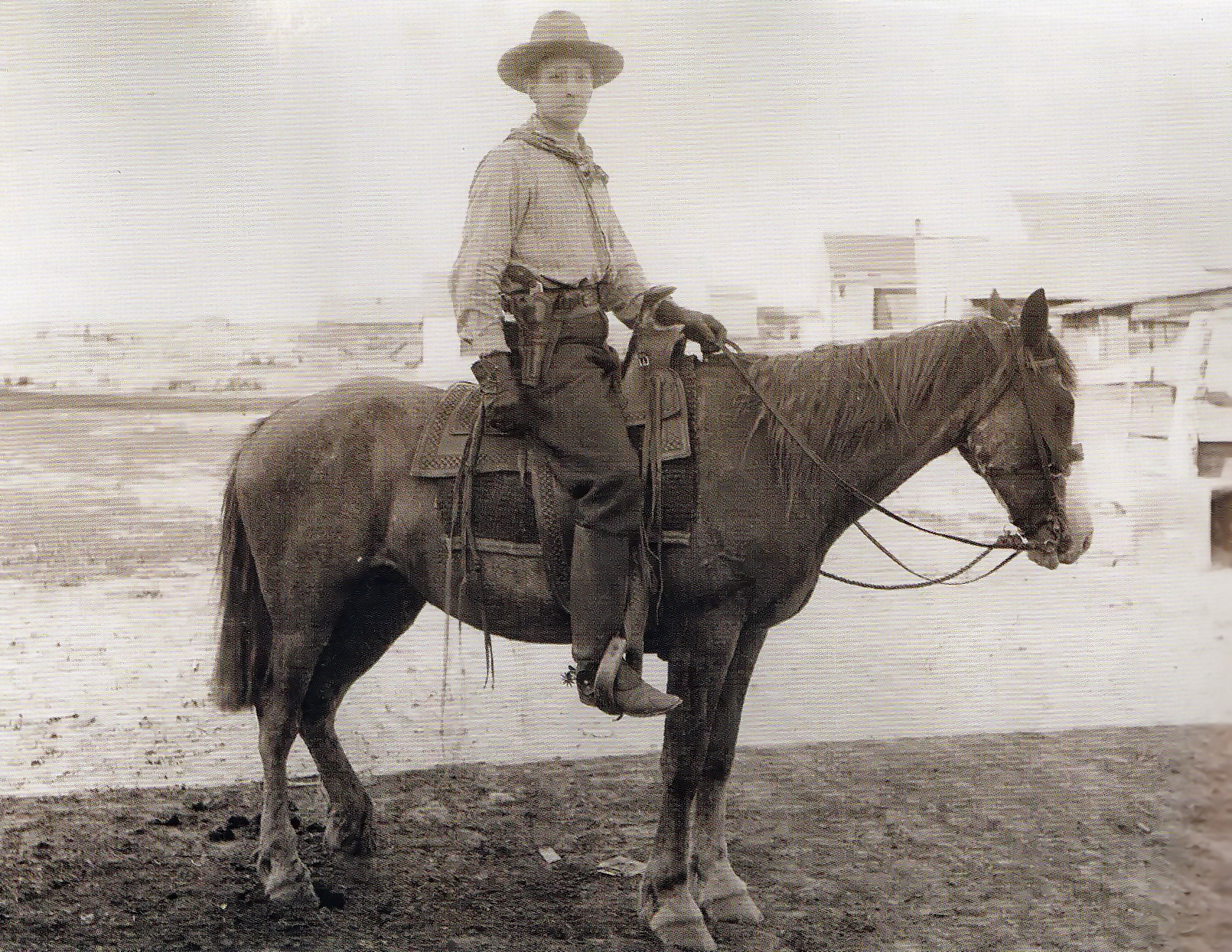
Edmond als cowboy
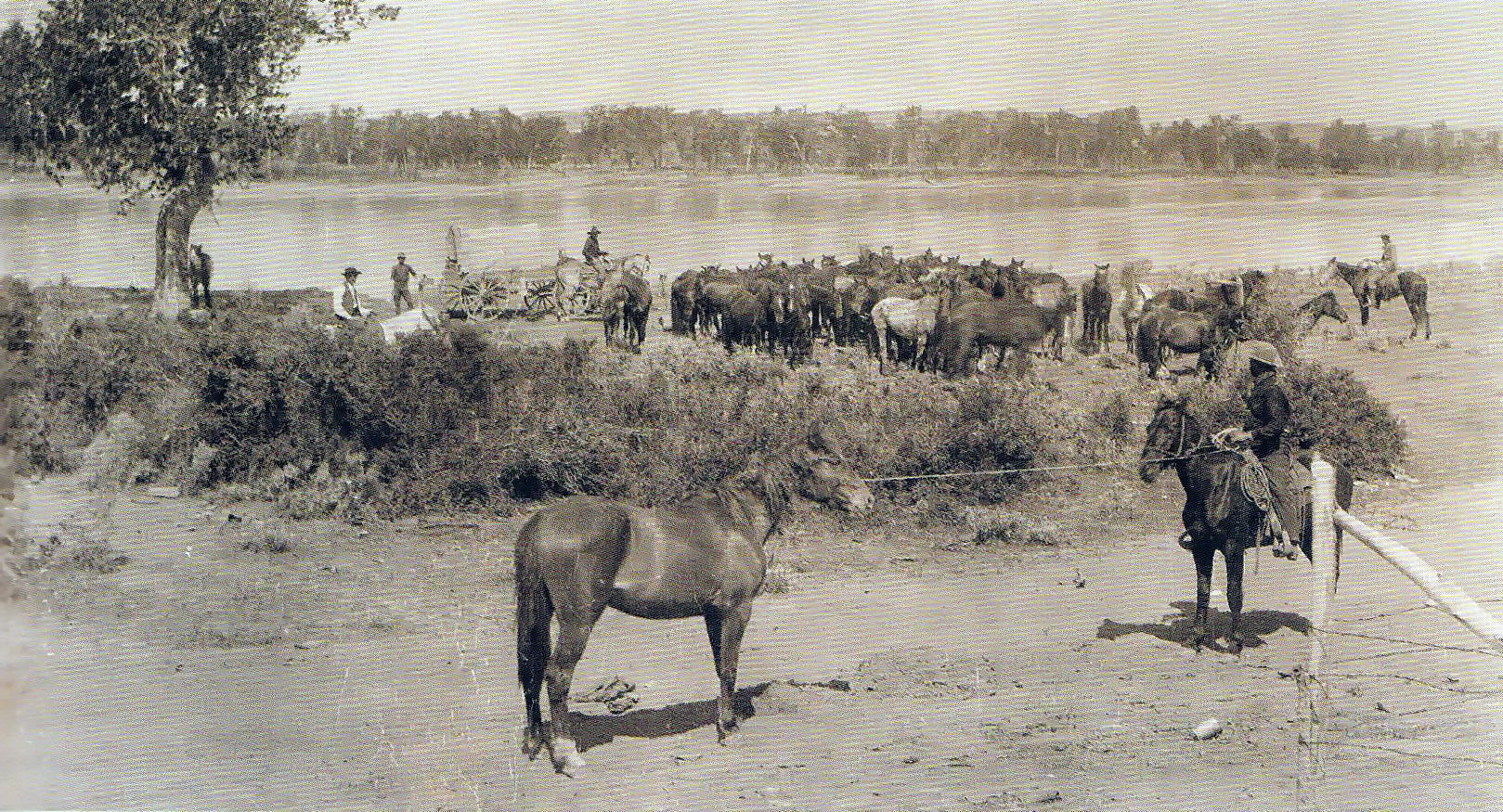
Tijdens de 'round-up'
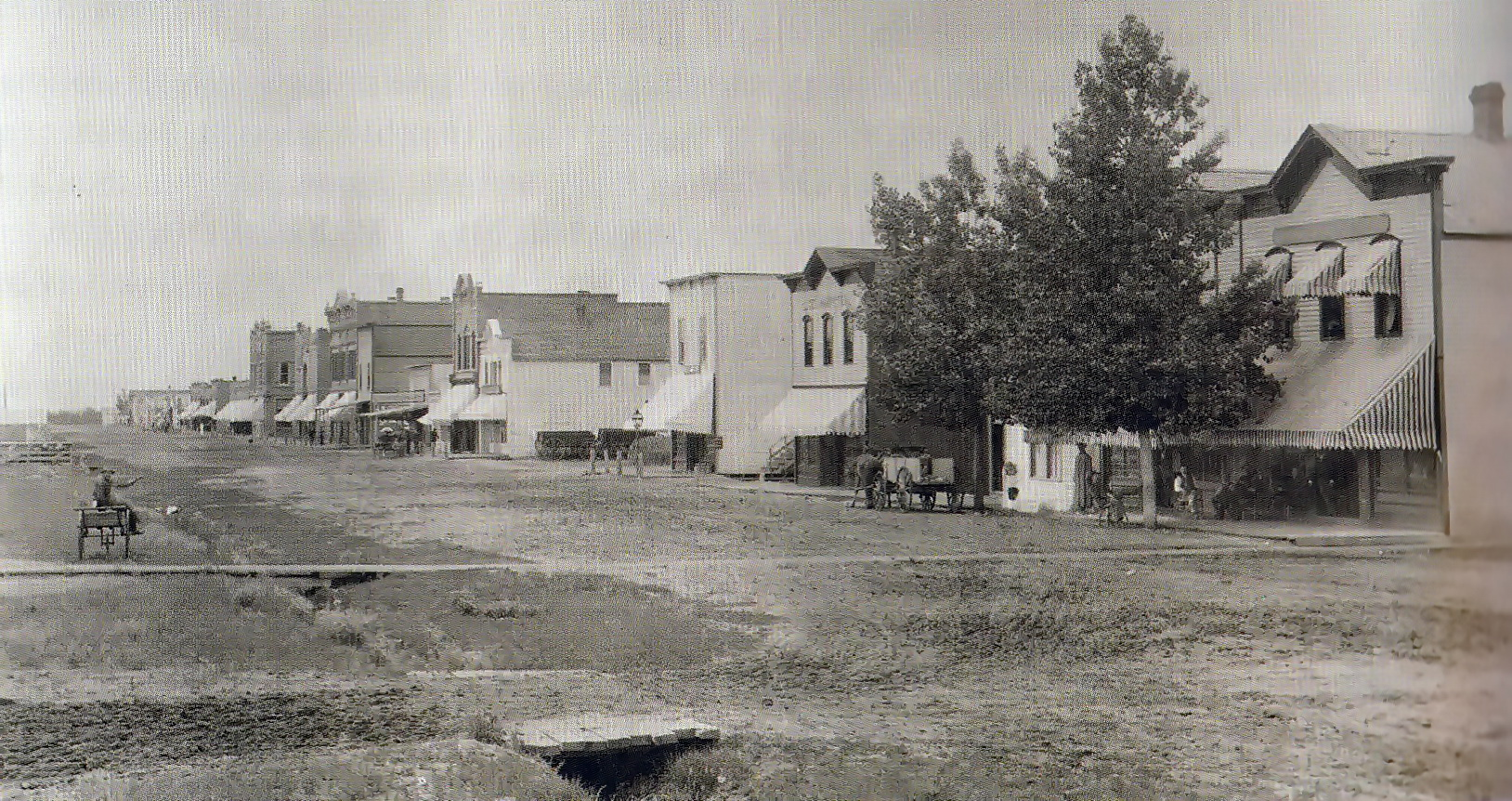
Hoofdstraat in Glendive
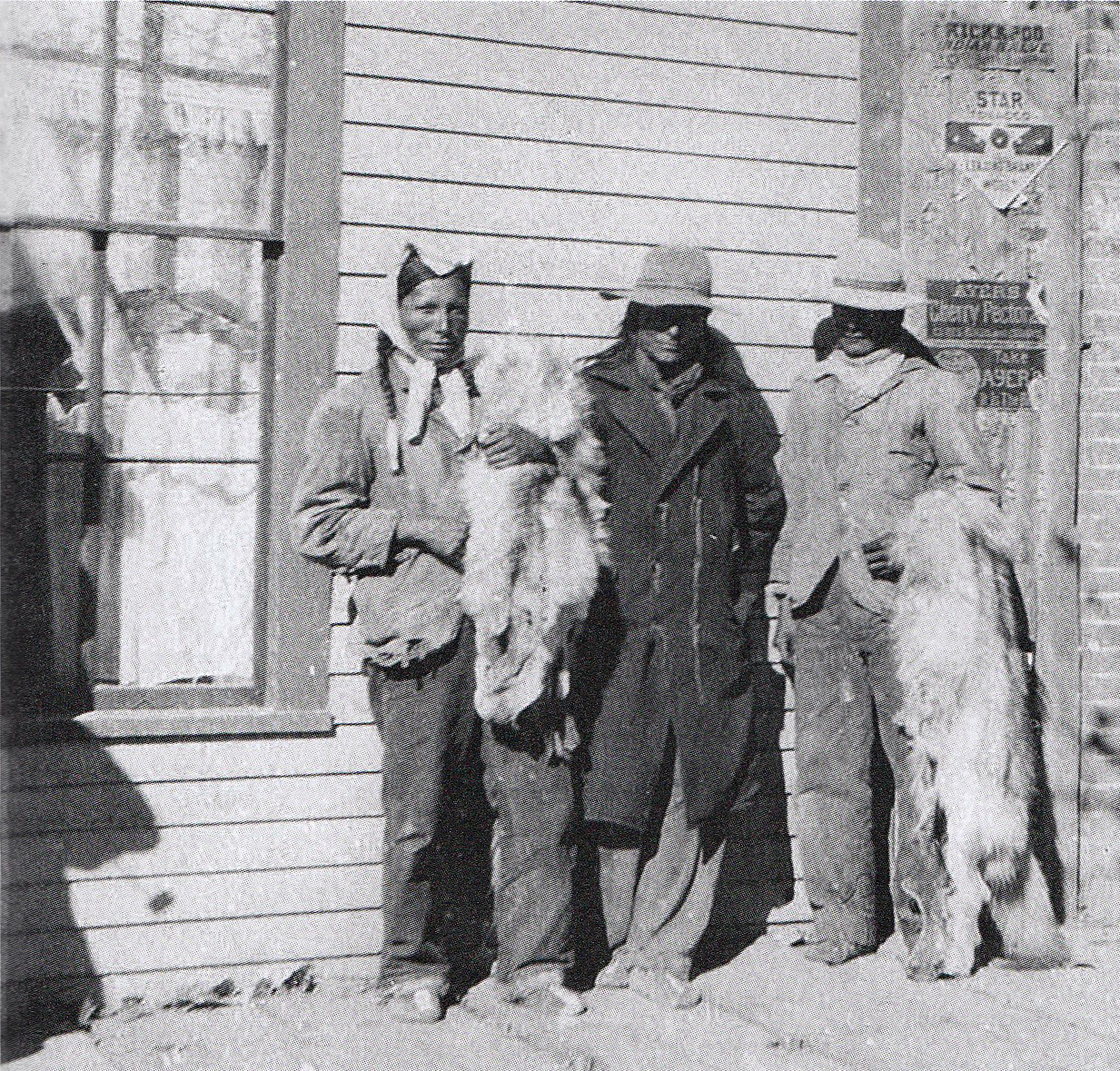
Indianen in Glendive

### Tweede reis (1898-1899)

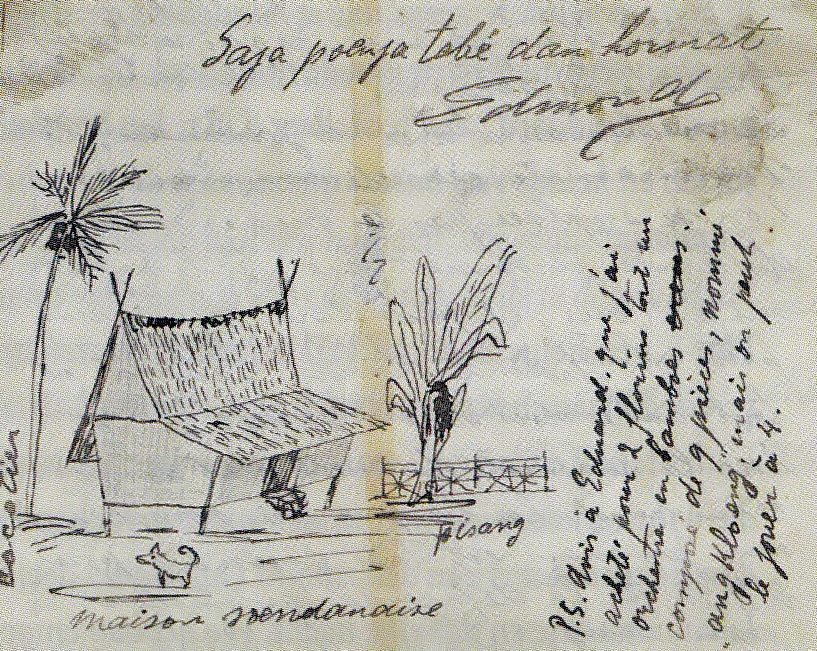
Schets van Soendanees huis in brief uit Garoet, 7 oktober 1898

De tweede reis, van mei 1898 tot voorjaar/zomer 1899, voerde naar Nederlands-Indië en mogelijk naar Japan. Edmond vertrok op 19 mei 1898 vanuit Marseille met de SS Gedé naar Batavia, waar hij op 13 juni arriveerde. Op West-Java verbleef hij ruim een half jaar in het plaatsje Garoet in de bergen, waar hij zich zoveel mogelijk probeerde te onttrekken aan plichtplegingen met andere Europeanen. Edmond interesseerde zich voor het leven van de 'inlanders', maar gaf tegelijkertijd blijk van een superieure westerse houding. Zijn voornaamste belevenissen bestonden er uit jachtavonturen. Eenmaal wist hij ternauwernood aan een tijger te ontsnappen. De postbezorging was een groot probleem, zo blijkt uit zijn brieven: ofwel ontving hij maandenlang geen post, ofwel ontving hij zoveel brieven tegelijkertijd, dat hij niet iedereen persoonlijk kon terugschrijven. De laatste brief vanuit Indië dateert van 25 februari 1899, maar hij kondigde daarin wel aan dat hij waarschijnlijk pas in de zomer zou terugkeren. Waarschijnlijk bezocht hij toen ook Japan, aangezien een van de foto's in het album het opschrift "Souvenir de voyage Japon 1899 E.R." draagt. In oktober van dat jaar ontving hij een brief van een Chinees die hij tijdens de terugreis aan boord van de Franse pakketboot SS Ernest Simons had ontmoet.

### Derde reis (1902-1903)
Van september 1902 tot april 1903 maakte Edmond een reis naar Ceylon, Indië, Hongkong, Kanton, Japan en terug met de Trans-Siberië Express. Hij bezat tevens een visum voor Vietnam, maar het is niet zeker of hij dat land bezocht. Deze derde reis maakte hij gedeeltelijk samen met zijn jongste broer Eduard, maar deze kreeg malaria en moest de reis in Indië afbreken. Kanton met zijn 3 miljoen inwoners vond hij razend interessant. In Japan was hij met zijn lengte van 185 cm een bezienswaardigheid. In Kioto probeerde hij zich zoveel mogelijk aan te passen, maar aan het eten kon hij niet wennen. Hij bezocht er onder andere de belangrijkste aardewerkfabriek van het land en stelde zijn familieleden gerust dat van Japan voorlopig geen concurrentie was te vrezen, maar dat het land sterk in ontwikkeling was, waardoor dat weleens zou kunnen veranderen.

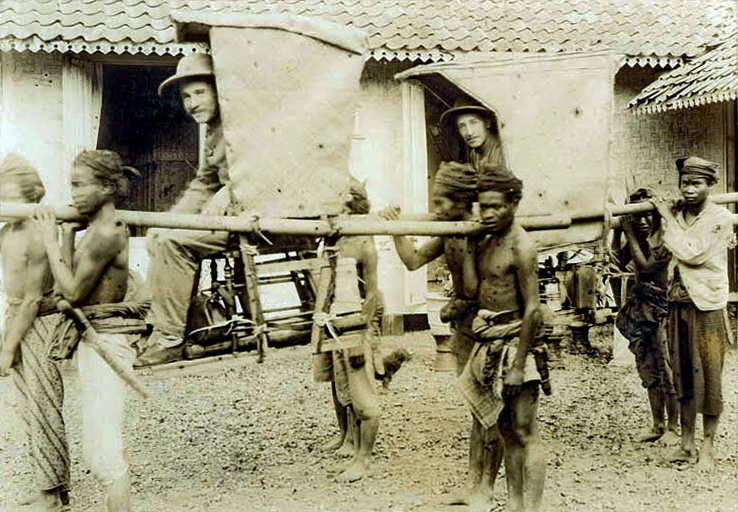
Eduard en Edmond op Java
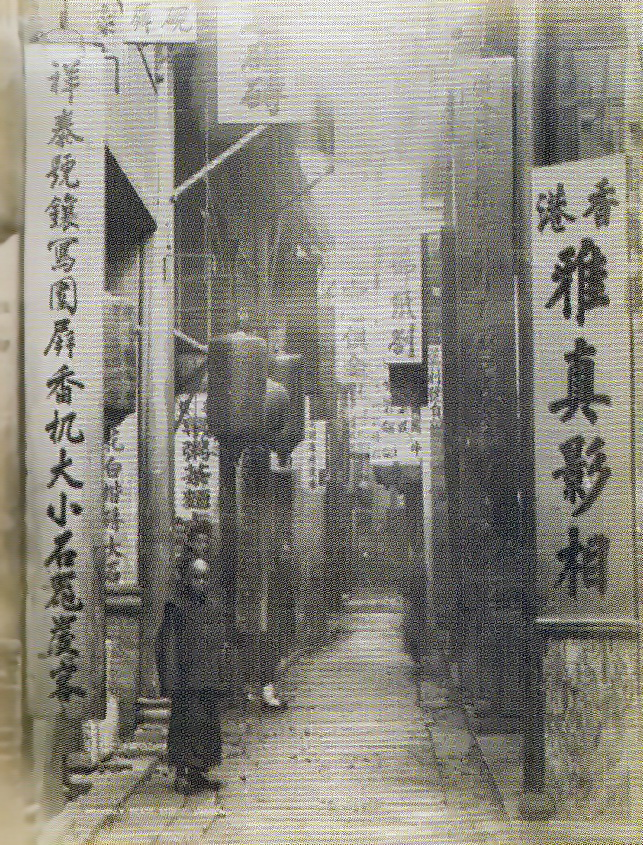
Straat in Kanton (Guangzhou)
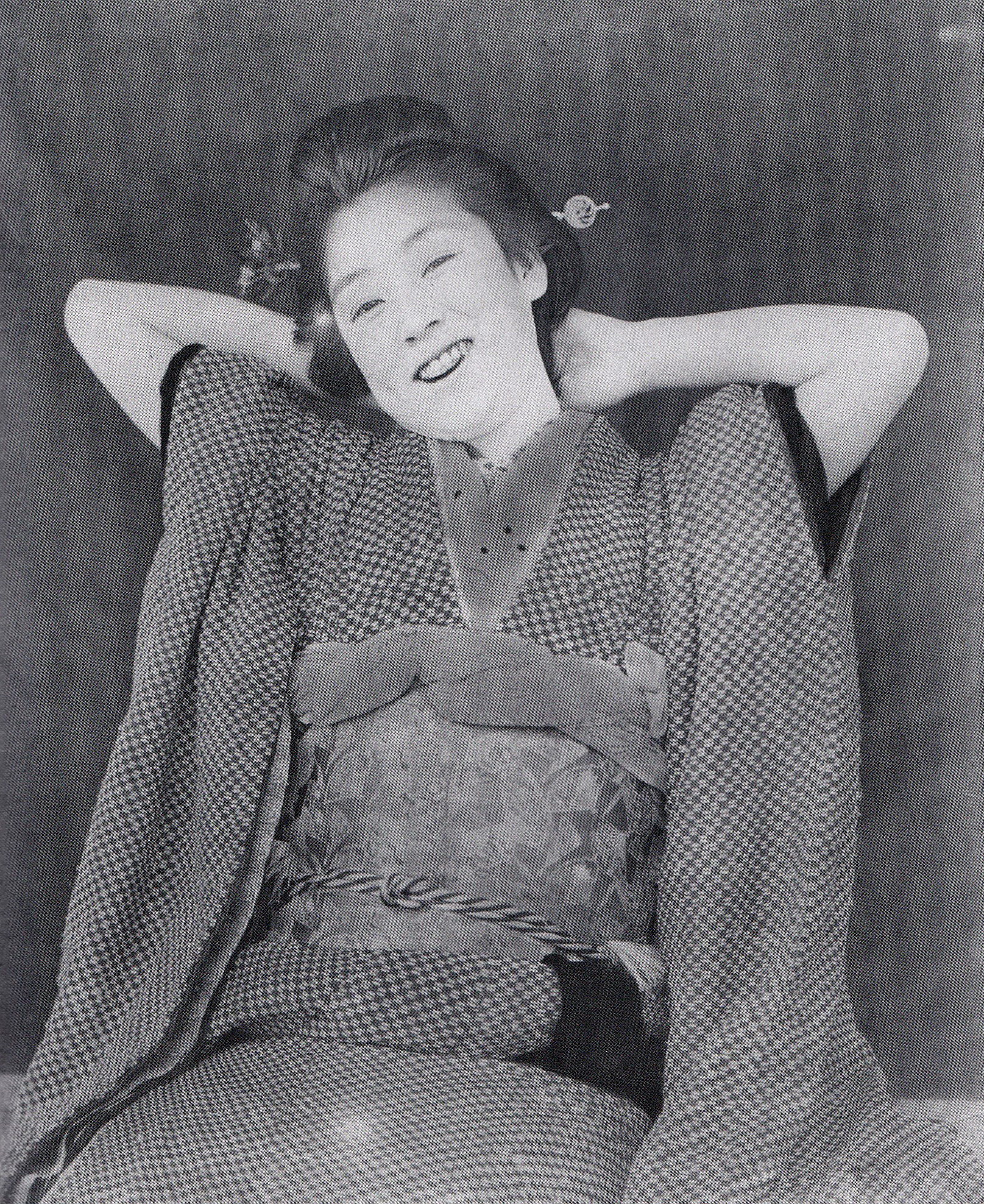
Japanse geisha
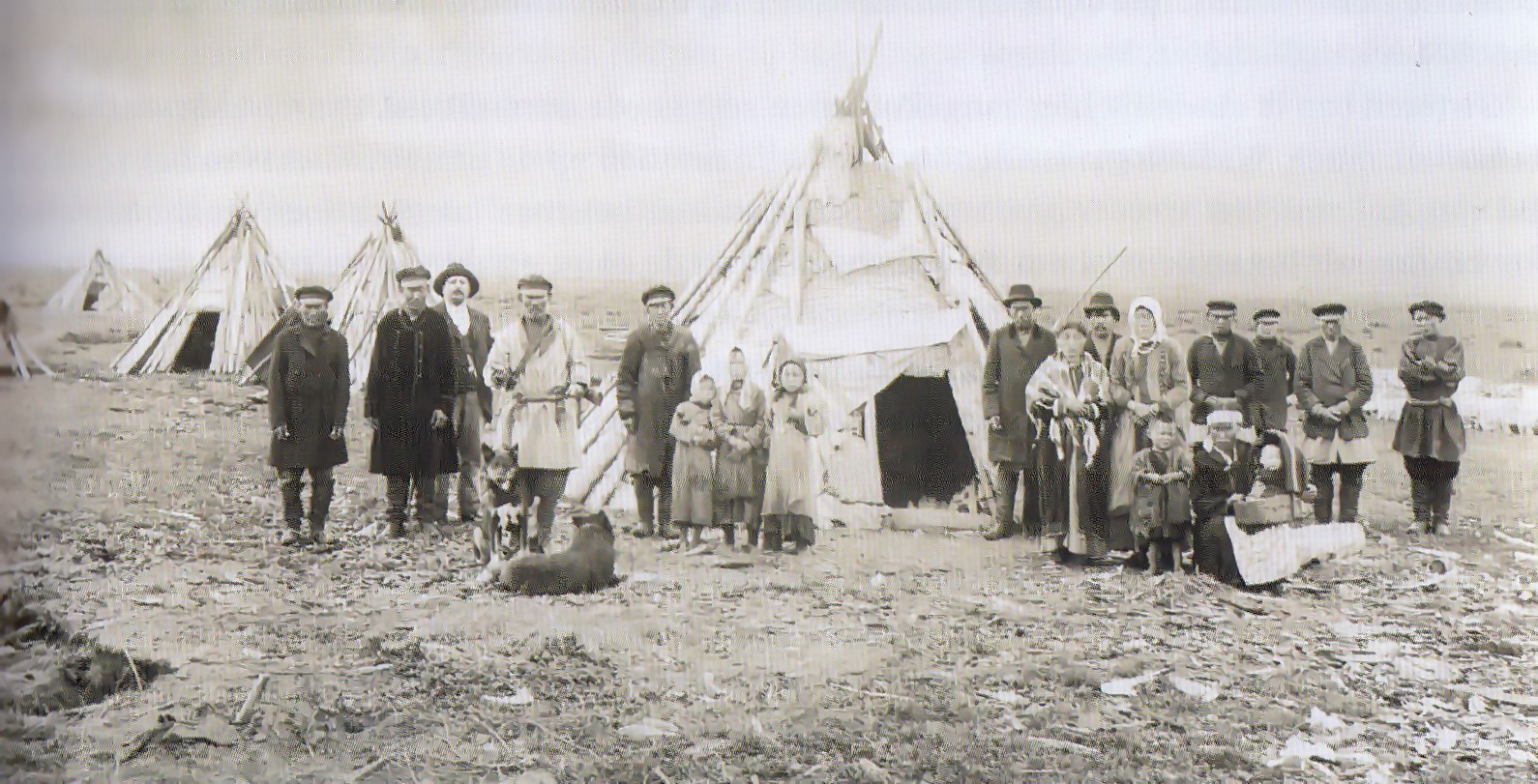
Nomaden bij het Baikalmeer